# Miss World 2012
Miss World 2012 – 62. wybory Miss World.  Gala finałowa odbyła się 18 sierpnia 2012 w Dongsheng Fitness Center Stadium w Ordos, Chiny. Miss World została reprezentantka Chin Yu Wenxia.
Polskę reprezentowała Weronika Szmajdzińska.

## Rezultaty
| Tytuł           | Laureatka |
| --------------- | --- |
| Miss World 2012 | Chiny – Yu Wenxia |
| I Wicemiss      | Walia – Sophie Moulds |
| II Wicemiss     | Australia – Jessica Kahawaty |
| III Wicemiss    | Sudan Południowy – Atong Demach |
| IV Wicemiss     | Brazylia – Mariana Notarangelo |
| V Wicemiss      | Jamajka – Deanna Robins |
| VI Wicemiss     | Indie – Vanya Mishra |
| Top 15          | Anglia – Charlotte Holmes · Filipiny – Queneerich Rehman · Hiszpania – Aránzazu Estévez · Holandia – Nathalie den Dekker · Indonezja – Ines Putri Chandra · Kenia – Shamim Nabil · Meksyk – Mariana Berumen · Stany Zjednoczone – Claudine Book |
| Top 30          | Dania – Iris Thomsen · Dominikana – Sally Aponte Tejada · Guam – Jeneva Bosko · Gwadelupa – Brigitte Golabkan · Gwatemala – Monique Aparicio · Irlandia Północna – Tiffany Brien · Izrael – Shani Hazan · Kazachstan – Evgeniya Klishina · Kolumbia – Barbara Turbay · Nepal – Shristi Shrestha · Nigeria – Damiete Charles-Granville · Panama – Maricely González · Portoryko – Janelee Chaparro · Portugalia – Melanie Vicente · Szwecja – Sanna Jinnedal |

### Kontynentalne Królowe Piękności
| Tytuł               | Laureatka                       |
| ------------------- | ------------------------------- |
| Miss Afryki         | Sudan Południowy – Atong Demach |
| Miss Ameryki        | Brazylia – Mariana Notarangelo  |
| Miss Azji i Oceanii | Chiny – Yu Wenxia               |
| Miss Europy         | Walia – Sophie Moulds           |
| Miss Karaibów       | Jamajka – Deanna Robins         |

### Nagrody specjalne
| Tytuł                     | Laureatka                       |
| ------------------------- | ------------------------------- |
| Miss Plaży                | Walia – Sophie Moulds           |
| Miss Top Model            | Sudan Południowy – Atong Demach |
| Miss Sportu               | Szwecja – Sanna Jinnedal        |
| Miss Talent               | Chiny – Yu Wenxia               |
| Miss Piękna z Przesłaniem | Indie – Vanya Mishra            |
| Miss Internetu            | Indie – Vanya Mishra            |

## Lista kandydatek
| Państwo                              | Kandydatka                | Wiek | Miasto rodzinne     |
| ------------------------------------ | ------------------------- | ---- | ------------------- |
| Albania                              | Floriana Garo             | 25   | Durrës              |
| Anglia                               | Charlotte Holmes          | 23   | Plymouth            |
| Angola                               | Edmilza dos Santos        | 21   | Malanje             |
| Argentyna                            | Josefina Herrero          | 18   | Mercedes            |
| Aruba                                | Lucianette Verhoeks       | 19   | Oranjestad          |
| Australia                            | Jessica Kahawaty          | 23   | Sydney              |
| Austria                              | Amina Dagi                | 17   | Bregencja           |
| Bahamy                               | Daronique Young           | 22   | Nassau              |
| Barbados                             | Marielle Wilkie           | 21   | Bridgetown          |
| Belgia                               | Laura Beyne               | 19   | Bruksela            |
| Belize                               | Chantae Chanice Guy       | 20   | Belmopan            |
| Bermudy                              | Rochelle Minors           | 22   | Hamilton            |
| Białoruś                             | Julia Skalkovich          | 20   | Baranowicze         |
| Boliwia                              | Mariana García            | 23   | La Paz              |
| Bonaire                              | Ana Gisel Maciel          | 19   | Kralendijk          |
| Bośnia i Hercegowina                 | Fikreta Husić             | 22   | Brczko              |
| Botswana                             | Tapiwa Anna-Marie Preston | 19   | Gaborone            |
| Brazylia                             | Mariana Notarangelo       | 22   | Duque de Caxias     |
| Bułgaria                             | Gabriela Vasileva         | 20   | Bjała Słatina       |
| Chile                                | Camila Recabarren         | 21   | La Serena           |
| Chiny                                | Yu Wenxia                 | 23   | Shangzhi            |
| Chorwacja                            | Maja Nikolić              | 21   | Zagrzeb             |
| Curaçao                              | Stephanie Rose Chang      | 20   | Willemstad          |
| Cypr                                 | Georgia Georgiou          | 21   | Limassol            |
| Czarnogóra                           | Nikolina Lončar           | 19   | Pljevlja            |
| Czechy                               | Linda Bartošová           | 19   | Vysoké Mýto         |
| Dania                                | Iris Thomsen              | 25   | Østerbro            |
| Dominikana                           | Sally Aponte Tejada       | 21   | Salcedo             |
| Ekwador                              | Cipriana Correia          | 21   | Esmeraldas          |
| Etiopia                              | Melkam Endale             | 21   | Addis Abeba         |
| Fidżi                                | Koini Elesi Vakaloloma    | 24   | Lautoka             |
| Filipiny                             | Queneerich Rehman         | 24   | Las Piñas           |
| Finlandia                            | Sabina Särkkä             | 23   | Helsinki            |
| Francja                              | Delphine Wespiser         | 20   | Magstatt-le-Bas     |
| Gabon                                | Marie-Noëlle Ada          | 22   | Mouila              |
| Gibraltar                            | Jessica Baldachino        | 24   | Gibraltar           |
| Grecja                               | Maria Tsagkaraki          | 23   | Kreta               |
| Gruzja                               | Salome Khomeriki          | 20   | Tbilisi             |
| Gujana                               | Arti Cameron              | 23   | Georgetown          |
| Guam                                 | Jeneva Bosko              | 19   | Chalan Pago         |
| Gwadelupa                            | Brigitte Golabkan         | 18   | Le Moule            |
| Gwatemala                            | Monique Aparicio          | 21   | Quetzaltenango      |
| Gwinea Równikowa                     | Jennifer Riveiro Ilende   | 20   | Malabo              |
| Hiszpania                            | Aránzazu Estévez          | 23   | Las Palmas          |
| Holandia                             | Nathalie den Dekker       | 22   | Amsterdam           |
| Honduras                             | Jennifer Valle            | 17   | Santa Rosa de Copan |
| Hongkong                             | Kelly Cheung              | 21   | Hongkong            |
| Indie                                | Vanya Mishra              | 20   | Dźalandhar          |
| Indonezja                            | Ines Putri Chandra        | 22   | Denpasar            |
| Irlandia                             | Rebecca Maguire           | 20   | Dublin              |
| Irlandia Północna                    | Tiffany Brien             | 21   | Belfast             |
| Islandia                             | Iris Telma Jónsdóttir     | 21   | Reykjavík           |
| Izrael                               | Shani Hazan               | 19   | Kirjat Atta         |
| Jamajka                              | Deanna Robins             | 21   | Kingston            |
| Japonia                              | Nozomi Igarashi           | 24   | Yamagata            |
| Kanada                               | Tara Teng                 | 23   | Fort Langley        |
| Kazachstan                           | Evgeniya Klishina         | 25   | Astana              |
| Kenia                                | Shamim Nabil              | 18   | Mombasa             |
| Kolumbia                             | Barbara Turbay            | 19   | Bogota              |
| Korea Południowa                     | Kim Sung-min              | 23   | Seul                |
| Kostaryka                            | Silvana Sánchez           | 23   | Palmares            |
| Liban                                | Sonia-Lynn Gabriel        | 20   | Dżabal Lubnan       |
| Litwa                                | Rasa Vereniūtė            | 20   | Wilno               |
| Łotwa                                | Anastasija Skibunova      | 23   | Ryga                |
| Macedonia Północna                   | Aneta Stojkoska           | 19   | Gostivar            |
| Makau                                | Winnie Sin                | 25   | Makau               |
| Malawi                               | Susan Mtegha              | 24   | Mzuzu               |
| Malta                                | Daniela Darmanin          | 21   | Mġarr               |
| Malezja                              | Yvonne Lee                | 23   | Kuala Lumpur        |
| Martynika                            | Andy Govindin             | 23   | Fort-de-France      |
| Mauritius                            | Shalini Panchoo           | 23   | Saint Pierre        |
| Meksyk                               | Mariana Berumen           | 20   | Guadalajara         |
| Mongolia                             | Bayarmaa Huselbaatar      | 20   | Ułan Bator          |
| Nepal                                | Shristi Shrestha          | 23   | Bharatpur           |
| Niemcy                               | Martina Ivezaj            | 23   | Monachium           |
| Nigeria                              | Damiete Charles-Granville | 23   | Port Harcourt       |
| Nikaragua                            | Lauren Lawson             | 24   | Granada             |
| Norwegia                             | Karoline Olsen            | 21   | Klo                 |
| Nowa Zelandia                        | Collette Lochore          | 18   | Auckland            |
| Panama                               | Maricely González         | 24   | Panama              |
| Paragwaj                             | Fiorella Migliore         | 23   | Asunción            |
| Peru                                 | Giuliana Zevallos         | 23   | Lima                |
| Polska                               | Weronika Szmajdzińska     | 18   | Szczecin            |
| Portugalia                           | Melanie Vicente           | 21   | Torres Vedras       |
| Portoryko                            | Janelee Chaparro          | 20   | Barceloneta         |
| Południowa Afryka                    | Remona Moodley            | 23   | Kapsztad            |
| Rosja                                | Elizaveta Golovanova      | 19   | Safonowo            |
| Saint Kitts i Nevis                  | Markysa O’Loughlin        | 20   | Basseterre          |
| Salwador                             | Maria Luisa Vicuña        | 18   | Sonsonate           |
| Serbia                               | Bojana Lecic              | 22   | Nova Varoš          |
| Seszele                              | Sherlyn Ferneau           | 21   | Victoria            |
| Sierra Leone                         | Vanessa Williams          | 22   | Freetown            |
| Singapur                             | Karisa Sukamto            | 19   | Singapur            |
| Słowenia                             | Nives Orešnik             | 20   | Maribor             |
| Słowacja                             | Kristína Krajčírová       | 20   | Bratysława          |
| Sri Lanka                            | Sumudu Prasadini          | 23   | Kurunegala          |
| Stany Zjednoczone                    | Claudine Book             | 20   | Kalifornia          |
| Sudan Południowy                     | Atong Demach              | 24   | Dżuba               |
| Surinam                              | Stefanie Grace Gentle     | 22   | Nieuw Nickerie      |
| Szkocja                              | Nicole Treacy             | 23   | Paisley             |
| Szwecja                              | Sanna Jinnedal            | 19   | Borås               |
| Tajlandia                            | Vanessa Herrmann          | 21   | Phuket              |
| Tanzania                             | Lisa Jensen               | 24   | Dar es Salaam       |
| Trynidad i Tobago                    | Athaliah Samuel           | 24   | Port-of-Spain       |
| Turcja                               | Açalya Samyeli Danoğlu    | 20   | Stambuł             |
| Uganda                               | Phiona Bizzu              | 19   | Lira                |
| Ukraina                              | Karina Zhyronkina         | 20   | Charków             |
| Urugwaj                              | Valentina Henderson       | 18   | Salto               |
| Walia                                | Sophie Moulds             | 19   | Ferndale            |
| Wenezuela                            | Gabriella Ferrari         | 21   | Valencia            |
| Węgry                                | Tamara Cserháti           | 20   | Győr                |
| Wietnam                              | Vũ Thị Hoàng My           | 23   | Đồng Nai            |
| Włochy                               | Jessica Bellinghieri      | 23   | Messina             |
| Wybrzeże Kości Słoniowej             | Hélène-Valerie Djouka     | 18   | Divo                |
| Wyspy Dziewicze Stanów Zjednoczonych | Taiesa Lashley            | 24   | Saint Thomas        |
| Zimbabwe                             | Bongani Dlakama           | 24   | Bulawayo            |

## Notatki dot. państw uczestniczących

### Powracające państwa i terytoria
Ostatnio uczestniczące w 2004:
- Fidżi

Ostatnio uczestniczące w 2008:
- Seszele

Ostatnio uczestniczące w 2010:
- Angola
- Etiopia
- Gujana
- Makau
- Malawi
- Saint Kitts i Nevis
- Surinam